# Tarasa reichei
Tarasa reichei là một loài thực vật có hoa trong họ Cẩm quỳ. Loài này được (Phil.) Krapov. miêu tả khoa học đầu tiên năm 1954.